# São João do Itaguaçu
São João de Itaguaçu é um distrito do município brasileiro de Urupês, que integra a Região Metropolitana de São José do Rio Preto, no interior do estado de São Paulo.

## História

### Formação administrativa
- Distrito policial de São João de Itaguaçu criado em 30/03/1926 no município de Mundo Novo (atual Urupês)[3].
- Distrito criado pela Lei n° 2.456 de 30/12/1953, com sede no povoado de igual nome e território desmembrado do distrito de Urupês (sede)[4][5].

### Pedido de emancipação
O distrito tentou a emancipação político-administrativa e ser elevado à município, através de processo que deu entrada na Assembléia Legislativa do Estado de São Paulo no ano de 1948, mas como não atendia os requisitos necessários exigidos por lei para tal finalidade, o processo foi arquivado.

## Geografia

### Demografia

#### População urbana
| Crescimento população urbana | Crescimento população urbana | Crescimento população urbana | Crescimento população urbana |
| Censo                        | Pop.                         |                              | %±                           |
| ---------------------------- | ---------------------------- | ---------------------------- | ---------------------------- |
| 1960                         | 277                          |                              | —                            |
| 1970                         | 260                          |                              | −6,1%                        |
| 1980                         | 313                          |                              | 20,4%                        |
| 1991                         | 401                          |                              | 28,1%                        |
| 2000                         | 513                          |                              | 27,9%                        |
| 2010                         | 511                          |                              | −0,4%                        |
| Fonte: IBGE e Fundação SEADE |                              |                              |                              |

#### População total
Pelo Censo 2010 (IBGE) a população total do distrito era de 721 habitantes.

### Área territorial
A área territorial do distrito é de 59,608 km².

### Rodovias
O principal acesso à São João de Itaguaçu é a estrada vicinal Comendador Chafik Saab, que liga o distrito a cidade de Urupês.

## Serviços públicos

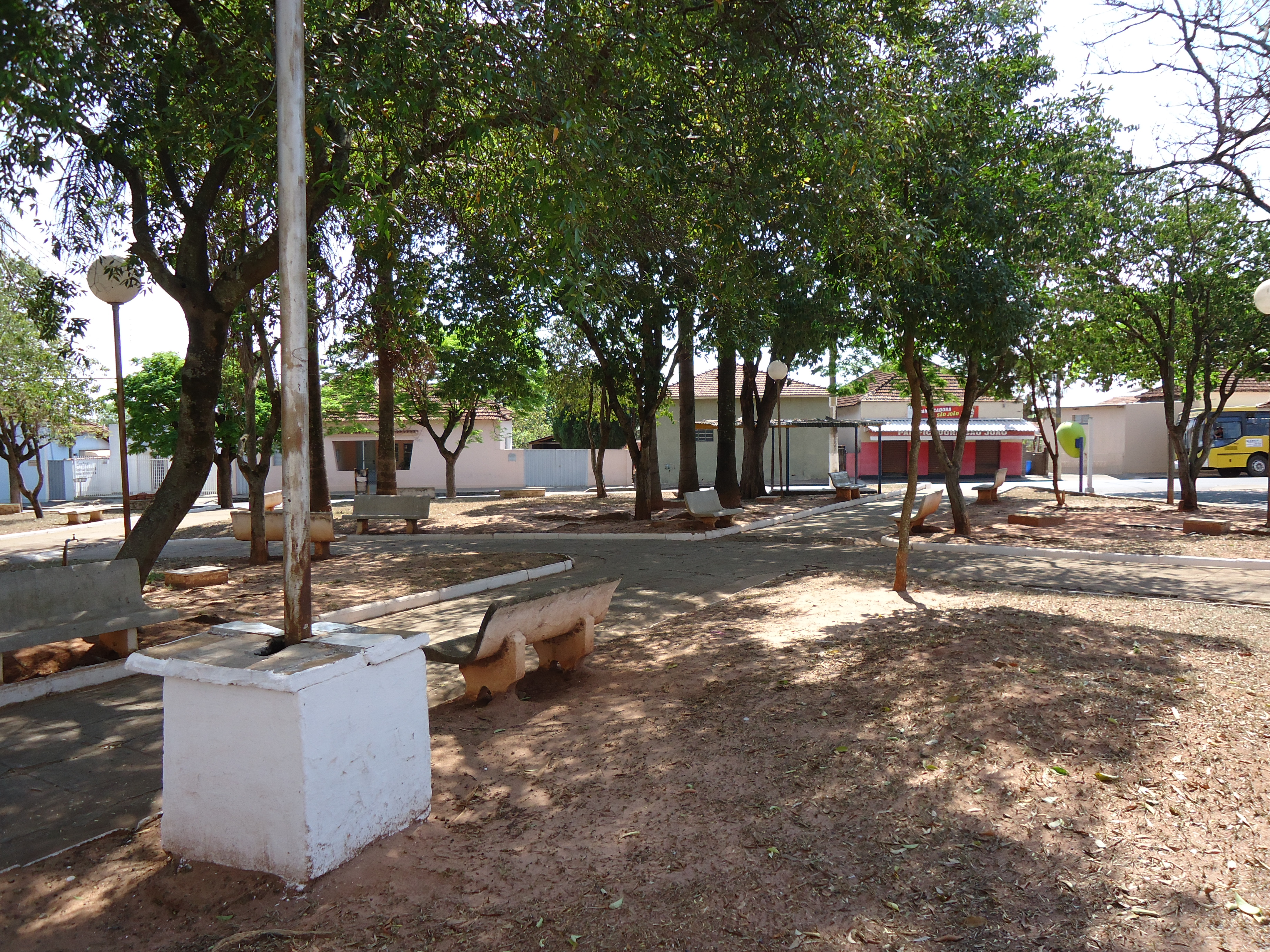
Praça.

### Registro civil
Atualmente é feito na sede do município, pois o Cartório de Registro Civil das Pessoas Naturais do distrito foi extinto pelo  Tribunal de Justiça do Estado de São Paulo, e seu acervo foi recolhido ao cartório do distrito sede.

### Saneamento
O serviço de abastecimento de água é feito pela Prefeitura Municipal de Urupês.

### Energia
A responsável pelo abastecimento de energia elétrica é a Energisa Sul-Sudeste, antiga Nacional (distribuidora do grupo Rede Energia).

### Telecomunicações
O distrito era atendido pela Telecomunicações de São Paulo (TELESP), que inaugurou a central telefônica utilizada até os dias atuais. Em 1998 esta empresa foi vendida para a Telefônica, que em 2012 adotou a marca Vivo para suas operações.

## Religião
O Cristianismo se faz presente no distrito da seguinte forma:

### Igreja Católica
- Igreja de São João Batista, famosa por suas festas juninas - faz parte da Diocese de Catanduva[18].